# Лужки (Екимовское сельское поселение)
Лужки́ — деревня в Екимовском сельском поселении Рязанского района Рязанской области России.

## География
Деревня расположена в 20,5 км на юго-запад от Рязани.

## Население
| 2010 |
| ---- |
| 116  |